# Johnny Larsen
Johnny Larsen é um filme de drama dinamarquês de 1979 dirigido e escrito por Morten Arnfred e John Nehm. Foi selecionado como representante da Dinamarca à edição do Oscar 1980, organizada pela Academia de Artes e Ciências Cinematográficas.

## Elenco
- Allan Olsen - Johnny Larsen
- Aksel Erhardtsen - pai de Hans
- Jannie Faurschou
- Svend Hansson
- Anne Marie Helger - Bagerjomfru
- Frits Helmuth - pai de Johnny
- Ole Meyer - Hans